# Coppa di Svizzera 2020-2021 (pallavolo femminile)
La Coppa di Svizzera 2020-2021 si è svolta dal 31 agosto 2020 al 27 marzo 2021: al torneo hanno partecipato 117 squadre di club svizzere e la vittoria finale è andata per la terza volta al Kanti.

## Regolamento
- Alla competizioni sono state ammesse tutte le squadre impegnate nei campionati di livello nazionale, ossia la Lega Nazionale A, Lega Nazionale B e 1. Lega, oltre che quelle impegnate nei campionati di livello regionale, ossia la 2. Lega,la 3. Lega e la 4. Lega.
- Tutti gli incontri si svolgono in gara unica, sempre in casa della formazione di categoria più bassa, ad eccezione della finale, giocata in campo neutro; nel caso in cui due formazioni provenissero dalla stessa categoria, si gioca in casa di quella col peggior piazzamento nella stagione precedente.
- Le squadre di livello provinciale scendono in campo fin dal primo turno, quelle provenienti dalla 1. Lega debuttano al secondo turno, quelle provenienti dalla Lega Nazionale B al quinto turno e quelle provenienti dalla Lega Nazionale A agli ottavi di finale.

A causa della pandemia di COVID-19 in Svizzera: 
- Il 27 ottobre 2020 la SV ha annunciato l'interruzione di tutti i campionati dalla Lega Nazionale B (compresa) in giù, cancellando pertanto i restanti incontri del terzo turno[2].
- Il 17 dicembre 2020 la SV ha annunciato la ripresa del torneo con la sola partecipazione delle squadre provenienti dalla Lega Nazionale A, impegnate dagli ottavi di finale; tutti gli accoppiamenti sono stati sorteggiati[3].

## Squadre partecipanti
| - Amriswil - Andwil-Arnegg - Appenzeller Bären - Arosa - Audax - Brislach - Bubendorf - Bütschwil - Chênois - Cheseaux - Düdingen - Einsiedeln - Entre-deux-Lacs - Epalinges - Fortuna Bürglen - Franches-Montagnes - Freies Gymnasium - Fully - Gelterkinden - Genève - Gibloux - Glaibasel - Goldach - Grenchen - Gym Liestal - Hallau - Haut-Lac - Herisau - Hochdorf Audacia - Hüttwilen | - Interlaken - Jona - Kaiseraugst - Kanti - Kanti Limmattal - Konolfingen - Kreuzlingen - Küssnacht - La Chaux-de-Fonds - La Côte - La Suze - Lägern Wettingen - Lancy - Langenthal - Le Locle - Le Mont-sur-Lausanne - Linth - Losanna UC - Lugano - Lunkhofen - Lutry-Lavaux - Malters - March - Mellingen - Meyrin - Montreux - Münsingen - Muri Berna - Murten | - Mutschellen - Muttenz - Näfels - Neuchâtel - Nidau - Novartis - Oberdiessbach - Obfelden - Oerlikon - OTA - Raiffeisen - Rämi Zurigo - Rechthalten - Region Entlebuch - Rehetobel - Riehen - Rüschlikon - San Gallo - Satus Köniz - Schaffhausen - Schmitten - Servette - Seuzach - Sierre - Sm'Aesch Pfeffingen - Solothurn - Spada Academica - Spiez - STB | - St. Johann - Steinen - S9 - Tafers - St.Ursen - Thun - Toggenburg - Tornado Adliswil - Ueberstorf - Uettligen - Uni Basel - Uni Berna - Uster - Uzwil - Val-de-Travers - Val-de-ruz Sport - Vivax Winterthur - Volero Aarberg - Voléro Zurigo - Volewa Wald - Wädivolley - Welschenrohr - Wetzikon - Wiedikon - Wil - Wittenbach - Würenlingen - Wyna - Yverdon - Zelgli Aarau |

## Torneo

### Primo turno
| 31 agosto 2020 Bezirkshalle, Steinen Durata: ? - Spettatori: ?                      | Steinen          | 3 - 1 | Lunkhofen            | 25-23, 25-16, 20-25, 25-15        |
| 7 settembre 2020 Ebnet, Küssnacht Durata: ? - Spettatori: ?                         | Küssnacht        | 3 - 2 | St. Johann           | 19-25, 13-25, 25-22, 25-22, 16-14 |
| 7 settembre 2020 Spiezwiler, Spiez Durata: ? - Spettatori: ?                        | Spiez            | 3 - 0 | Schmitten            | 25-21, 25-12, 25-23               |
| 7 settembre 2020 Collège de Rambert B, Clarens Durata: ? - Spettatori: ?            | Montreux         | 0 - 3 | Le Mont-sur-Lausanne | 23-25, 20-25, 24-26               |
| 11 settembre 2020 Collège des Tuillières, Gland Durata: ? - Spettatori: ?           | La Côte          | 0 - 3 | La Chaux-de-Fonds    | 15-25, 21-25, 15-25               |
| 14 settembre 2020 Sporthalle Schadau, Thun Durata: ? - Spettatori: ?                | Thun             | 3 - 1 | STB                  | 25-18, 19-25, 26-24, 25-13        |
| 14 settembre 2020 Sporthalle Hofmatt, Gelterkinden Durata: ? - Spettatori: ?        | Gelterkinden     | 3 - 1 | Glaibasel            | 25-23, 22-25, 25-15, 25-14        |
| 15 settembre 2020 Würenlingen 1, Würenlingen Durata: ? - Spettatori: ?              | Würenlingen      | 3 - 0 | Wyna                 | 25-17, 25-16, 25-16               |
| 16 settembre 2020 Freies Gymnasium, Zurigo Durata: ? - Spettatori: ?                | Freies Gymnasium | 1 - 3 | Tornado Adliswil     | 15-25, 17-25, 30-28, 12-25        |
| 17 settembre 2020 Gymer 1, Langenthal Durata: ? - Spettatori: ?                     | Langenthal       | 0 - 3 | Muri Berna           | 19-25, 19-25, 19-25               |
| 18 settembre 2020 Liebrüti, Kaiseraugst Durata: ? - Spettatori: ?                   | Kaiseraugst      | 1 - 3 | Bubendorf            | 15-25, 25-19, 14-25, 17-25        |
| 18 settembre 2020 CO Vouvry, Vouvry Durata: ? - Spettatori: ?                       | Haut-Lac         | 0 - 3 | Lutry-Lavaux         | 10-25, 9-25, 12-25                |
| 19 settembre 2020 MZH Dünnenhof, Welschenrohr Durata: ? - Spettatori: ?             | Welschenrohr     | 3 - 1 | Tafers - St.Ursen    | 25-22, 20-25, 25-21, 25-16        |
| 19 settembre 2020 Sporthalle Baldegg, Hochdorf Durata: h: - Spettatori:             | Hochdorf Audacia | 1 - 3 | Gym Liestal          | 22-25, 27-25, 19-25, 22-25        |
| 20 settembre 2020 Sportanlage Rennweg, Winterthur Durata: ? - Spettatori: ?         | Vivax Winterthur | 3 - 0 | Rüschlikon           | 25-17, 25-15, 25-16               |
| 20 settembre 2020 Turnhalle B, Brislach Durata: - Spettatori:                       | Brislach         | 0 - 3 | Malters              | 16-25, 8-25, 21-25                |
| 21 settembre 2020 Schanzmätteli, Aarau Durata: ? - Spettatori: ?                    | Zelgli Aarau     | 0 - 3 | Fortuna Bürglen      | 21-25, 22-25, 14-25               |
| 22 settembre 2020 MPS 1, Siebnen Durata: ? - Spettatori: ?                          | March            | 0 - 3 | Linth                | 23-25, 14-25, 13-25               |
| 22 settembre 2020 Seemättli, Muttenz Durata: ? - Spettatori: ?                      | Novartis         | 0 - 3 | Uni Basel            | 2-25, 13-25, 8-25                 |
| 22 settembre 2020 Turnhalle Klosterweg, Wil Durata: ? - Spettatori: ?               | Wil              | 2 - 3 | Appenzeller Bären    | 25-21, 25-21, 21-25, 14-25, 12-15 |
| 23 settembre 2020 Kantonsschule Zürich Nord, Zurigo Durata: ? - Spettatori: ?       | Oerlikon         | 0 - 3 | Uster                | 17-25, 11-25, 14-25               |
| 23 settembre 2020 Klosterturnhalle, Näfels Durata: ? - Spettatori: ?                | Näfels           | 0 - 3 | Einsiedeln           | 15-25, 17-25, 20-25               |
| 23 settembre 2020 Sporthalle Tellenfeld, Amriswil Durata: ? - Spettatori: ?         | Audax            | 0 - 3 | Volewa Wald          | 17-25, 21-25, 23-25               |
| 24 settembre 2020 Neue Kanti Halle, Sciaffusa Durata: ? - Spettatori: ?             | Schaffhausen     | 0 - 3 | Goldach              | 12-25, 10-25, 9-25                |
| 24 settembre 2020 MZH Ueberstorf, Ueberstorf Durata: ? - Spettatori: ?              | Ueberstorf       | 0 - 3 | Satus Köniz          | 7-25, 8-25, 19-25                 |
| 25 settembre 2020 Stockhorn, Konolfingen Durata: ? - Spettatori: ?                  | Konolfingen      | 3 - 2 | Interlaken           | 18-25, 25-22, 22-25, 26-24, 15-4  |
| 27 settembre 2020 MZG Oberhallau, Oberhallau Durata: ? - Spettatori: ?              | Hallau           | 3 - 2 | Obfelden             | 26-24, 19-25, 22-25, 25-12, 15-12 |
| 28 settembre 2020 KZO, Wetzikon Durata: ? - Spettatori: ?                           | Wetzikon         | 0 - 3 | Kreuzlingen          | 19-25, 17-25, 16-25               |
| 29 settembre 2020 Ludretikon, Thalwil Durata: h: - Spettatori:                      | OTA              | 0 - 3 | Voléro Zurigo        | 8-25, 19-25, 18-25                |
| 29 settembre 2020 Berufsbildungszentrum, Herisau Durata: ? - Spettatori: ?          | Bütschwil        | 3 - 0 | Herisau              | 25-18, 25-15, 25-23               |
| 30 settembre 2020 Sporthalle Rietacker, Seuzach Durata: ? - Spettatori: ?           | Seuzach          | 0 - 3 | Uzwil                | 15-25, 17-25, 13-25               |
| 30 settembre 2020 Collège de la Gradelle, Chêne-Bougeries Durata: ? - Spettatori: ? | Chênois          | 0 - 3 | Losanna UC           | 12-25, 10-25, 17-25               |
| 30 settembre 2020 Primarschule Glärnisch, Wädenswil Durata: ? - Spettatori: ?       | Wädivolley       | 0 - 3 | Arosa                | 14-25, 22-25, 21-25               |
| 30 settembre 2020 Rüsler, Niederrohrdorf Durata: ? - Spettatori: ?                  | Mellingen        | 2 - 3 | Mutschellen          | 25-22, 14-25, 19-25, 25-21, 15-17 |
| 1º ottobre 2020 Kantonsschule Rämibühl Halle G, Zurigo Durata: ? - Spettatori: ?    | Rämi Zurigo      | 2 - 3 | Amriswil             | 25-21, 25-21, 16-25, 22-25, 15-17 |
| 3 ottobre 2020 Charnot, Fully Durata: ? - Spettatori: ?                             | Fully            | 3 - 2 | Entre-deux-Lacs      | 20-25, 22-25, 25-20, 25-19, 15-13 |
| 3 ottobre 2020 Halle de Gymnase Beau-Site, Le Locle Durata: ? - Spettatori: ?       | Le Locle         | 3 - 1 | Lancy                | 22-25, 25-19, 25-13, 25-17        |
| 4 ottobre 2020 Sporthalle AARfit 1, Aarberg Durata: ? - Spettatori: ?               | Volero Aarberg   | 3 - 0 | Rechthalten          | 25-15, 27-25, 25-16               |

### Secondo turno
| 24 settembre 2020 Neue Halle, Uettligen Durata: ? - Spettatori: ?                | Uettligen            | 3 - 0 | Solothurn        | 25-18, 25-18, 25-17               |
| 28 settembre 2020 Sporthalle Hofmatt, Gelterkinden Durata: ? - Spettatori: ?     | Gelterkinden         | 3 - 0 | Küssnacht        | 25-21, 25-20, 25-14               |
| 29 settembre 2020 Kantonsschule Limmattal, Urdorf Durata: ? - Spettatori: ?      | Kanti Limmattal      | 3 - 2 | Wiedikon         | 19-25, 25-19, 25-20, 19-25, 15-10 |
| 5 gennaio 2020 Französische Schule ECLF, Berna Durata: ? - Spettatori: ?         | Muri Berna           | 1 - 3 | Oberdiessbach    | 25-17, 14-25, 18-25, 14-25        |
| 5 gennaio 2020 Buchsee, Köniz Durata: ? - Spettatori: ?                          | Satus Köniz          | 3 - 2 | Gibloux          | 23-25, 23-25, 25-11, 27-25, 15-6  |
| 5 gennaio 2020 Rionzi, Le Mont-sur-Lausanne Durata: ? - Spettatori: ?            | Le Mont-sur-Lausanne | 0 - 3 | Epalinges        | 14-25, 19-25, 12-25               |
| 6 gennaio 2020 Weissenstein 1, Würenlingen Durata: ? - Spettatori: ?             | Würenlingen          | 2 - 3 | Region Entlebuch | 20-25, 25-23, 19-25, 25-22, 9-15  |
| 7 gennaio 2020 Bezirkshalle, Steinen Durata: ? - Spettatori: ?                   | Steinen              | 3 - 1 | Bubendorf        | 23-25, 25-11, 25-11, 25-6         |
| 7 gennaio 2020 Sporthalle Brüel, Einsiedeln Durata: ? - Spettatori: ?            | Einsiedeln           | 3 - 0 | Tornado Adliswil | 25-13, 25-10, 25-18               |
| 11 gennaio 2020 Stockhorn, Konolfingen Durata: ? - Spettatori: ?                 | Konolfingen          | 0 - 3 | Thun             | 21-25, 22-25, 11-25               |
| 11 gennaio 2020 Salle des Rives, Yverdon Durata: ? - Spettatori: ?               | Yverdon              | 0 - 3 | La Suze          | 23-25, 9-25, 22-25                |
| 12 gennaio 2020 Sporthalle Elba, Wald Durata: ? - Spettatori: ?                  | Volewa Wald          | 1 - 3 | Goldach          | 17-25, 25-21, 8-25, 16-25         |
| 13 gennaio 2020 Krämeracker, Uster Durata: ? - Spettatori: ?                     | Uster                | 0 - 3 | Kreuzlingen      | 15-25, 18-25, 14-25               |
| 13 gennaio 2020 Salle de Sport de Corsy, Lutry Durata: ? - Spettatori: ?         | Lutry-Lavaux         | 0 - 3 | Nidau            | 21-25, 18-25, 12-25               |
| 13 gennaio 2020 Kriegacker, Muttenz Durata: ? - Spettatori: ?                    | Muttenz              | 0 - 3 | Uni Basel        | 6-25, 19-25, 19-25                |
| 13 gennaio 2020 Breite, Bütschwil Durata: ? - Spettatori: ?                      | Bütschwil            | 0 - 3 | Spada Academica  | 11-25, 24-26, 19-25               |
| 13 gennaio 2020 KSM 1, Berikon Durata: ? - Spettatori: ?                         | Mutschellen          | 0 - 3 | Riehen           | 12-25, 13-25, 11-25               |
| 14 gennaio 2020 MZG Rehetobel, Rehetobel Durata: ? - Spettatori: ?               | Rehetobel            | 0 - 3 | Amriswil         | 10-25, 4-25, 10-25                |
| 15 gennaio 2020 Sportanlage Rennweg, Winterthur Durata: ? - Spettatori: ?        | Vivax Winterthur     | 0 - 3 | Jona             | 18-25, 20-25, 17-25               |
| 15 gennaio 2020 MZG Oberhallau, Oberhallau Durata: ? - Spettatori: ?             | Hallau               | 3 - 1 | Hüttwilen        | 25-12, 25-22, 13-25, 25-16        |
| 15 gennaio 2020 Bündtmättli, Malters Durata: ? - Spettatori: ?                   | Malters              | 3 - 0 | Fortuna Bürglen  | 25-13, 25-17, 25-14               |
| 15 gennaio 2020 Spiezwiler, Spiez Durata: ? - Spettatori: ?                      | Spiez                | 0 - 3 | Münsingen        | 18-25, 12-25, 15-25               |
| 15 gennaio 2020 Kaserne, Birmensdorf Durata: ? - Spettatori: ?                   | S9                   | 0 - 3 | Arosa            | 5-25, 18-25, 15-25                |
| 15 gennaio 2020 OS Goubing, Sierre Durata: ? - Spettatori: ?                     | Sierre               | 0 - 3 | Losanna UC       | 13-25, 14-25, 11-25               |
| 15 gennaio 2020 Sporthalle AARfit 1, Aarberg Durata: ? - Spettatori: ?           | Volero Aarberg       | 0 - 3 | Uni Berna        | 22-25, 13-25, 17-25               |
| 18 ottobre 2020 Sand, Schmerikon Durata: ? - Spettatori: ?                       | Linth                | 0 - 3 | Andwil-Arnegg    | 14-25, 12-25, 10-25               |
| 18 ottobre 2020 Gymnase Bois-Noir, La Chaux-de-Fonds Durata: ? - Spettatori: ?   | La Chaux-de-Fonds    | 0 - 3 | Raiffeisen       | 13-25, 16-25, 9-25                |
| 18 ottobre 2020 Centre scolaire des Mûriers, Colombier Durata: ? - Spettatori: ? | Val-de-ruz Sport     | 3 - 0 | Meyrin           | 25-5, 25-20, 25-16                |
| 18 ottobre 2020 Bodenacker, Liestal Durata: ? - Spettatori: ?                    | Gym Liestal          | 3 - 0 | Lägern Wettingen | 25-10, 25-12, 25-15               |
| 18 ottobre 2020 Turnhalle Prehl, Murten Durata: ? - Spettatori: ?                | Murten               | 1 - 3 | Grenchen         | 25-18, 23-25, 23-25, 13-25        |
| 18 ottobre 2020 Charnot, Fully Durata: ? - Spettatori: ?                         | Fully                | 0 - 3 | Servette         | 13-25, 14-25, 22-25               |
| 18 ottobre 2020 Turnhalle Kreuzbühl, Zurigo Durata: ? - Spettatori: ?            | Voléro Zurigo        | 0 - 3 | Wittenbach       | 10-25, 24-26, 13-25               |
| 18 ottobre 2020 Neuhof, Niederuzwil Durata: ? - Spettatori: ?                    | Uzwil                | 0 - 3 | San Gallo        | 20-25, 19-25, 21-25               |

### Terzo turno
| 21 ottobre 2020 Primarschule, Oberdiessbach Durata: ? - Spettatori: ? | Oberdiessbach | 3 - 1 | Uettligen       | 25-22, 19-25, 25-22, 25-17 |
| 25 ottobre 2020 Bachfeld, Goldach Durata: ? - Spettatori: ?           | Goldach       | 3 - 0 | Kanti Limmattal | 25-23, 25-17, 25-20        |

### Ottavi di finale
| 17 gennaio 2021 Sporthalle Leimacker, Düdingen Durata: ? - Spettatori: ?   | Düdingen  | 1 - 3 | Sm'Aesch Pfeffingen | 24-26, 14-25, 25-21, 17-25 |
| 17 gennaio 2021 Halle de la Riveraine, Neuchâtel Durata: ? - Spettatori: ? | Neuchâtel | 3 - 0 | Lugano              | 25-20, 25-20, 25-12        |

### Quarti di finale
| 31 gennaio 2021 Salle de Gym La Pépinière, Les Breuleux Durata: ? - Spettatori: ? | Franches-Montagnes | 0 - 3 | Neuchâtel           | 14-25, 17-25, 22-25 |
| 31 gennaio 2021 BBC-Arena, Sciaffusa Durata: ? - Spettatori: ?                    | Kanti              | 3 - 0 | Val-de-Travers      | 25-16, 25-11, 25-9  |
| 31 gennaio 2021 ECG Henry-Dunant, Ginevra Durata: h: - Spettatori:                | Genève             | 0 - 3 | Sm'Aesch Pfeffingen | 16-25, 13-25, 12-25 |
| 31 gennaio 2021 Salle Derrière-la-Ville 5, Cheseaux Durata: ? - Spettatori: ?     | Cheseaux           | 3 - 0 | Toggenburg          | 25-10, 25-22, 25-14 |

### Semifinali
| 14 febbraio 2021 MZH Löhrenacker, Aesch Durata: ? - Spettatori: ?           | Sm'Aesch Pfeffingen | 1 - 3 | Kanti    | 21-25, 19-25, 25-22, 24-26 |
| 14 febbraio 2021 Halle de la Riveraine, Neuchâtel Durata: ? - Spettatori: ? | Neuchâtel           | 3 - 0 | Cheseaux | 25-18, 25-18, 25-10        |

### Finale
| 27 marzo 2021 Axa-Arena, Winterthur Durata: ? - Spettatori: ? | Neuchâtel | 2 - 3 | Kanti | 23-25, 25-22, 25-23, 13-25, 13-15 |